# Sarah Brightmans diskografi
Denna sida innehåller en sammanfattad diskografi av Sarah Brightman.

## Musikalalbum
- 1981 – Cats
- 1983 – Nightingale – Original London Cast
- 1984 – Song and Dance - Sarah Brightman & Wayne Sleep (Återutgiven 2007)
- 1985 – Andrew Lloyd Webber's Requiem - Domingo, Brightman, ECO, Maazel
- 1987 – The Phantom of the Opera (London's originala rollebäsettning)
- 1987 – Carousel – Studio Cast
- 2008 – Repo! The Genetic Opera

## Soundtracks
- The World is Full of Married Men (sjunger "Madame Hyde")
- Granpa (sjunger "Make Believe")

## Studioalbum
- 1988 –  The Trees They Grow So High (även känd som Early One Morning, 1988) (omgjord år 1998)
- 1989 –  The Songs That Got Away
- 1990 – As I Came of Age
- 1992 – Sarah Brightman Sings the Music of Andrew Lloyd Webber
- 1993 – Dive
- 1995 – Surrender
- 1995 – Fly
- 1997 – Time To Say Goodbye/Timeless
- 1998 – Eden (med sången "Eden")
- 1999 – The Andrew Lloyd Webber Collection
- 2000 – La Luna
- 2001 – Classics
- 2002 – Encore
- 2003 – Harem
- 2005 – Love Changes Everything: The Andrew Lloyd Webber Collection, Volume 2
- 2008 – Symphony
- 2008 – A Winter Symphony

## Samlingsalbum/ Livealbum
- 1997 – The Andrew Lloyd Webber Collection
- 2000 – Fly II (Begränsad utgivning)
- 2001 – The Very Best of 1990-2000
- 2004 – The Harem Tour CD (Begränsad utgivning)
- 2004 – The Harem World Tour: Live From Las Vegas
- 2006 – Classics: The Best of Sarah Brightman (Endast utgiven i Europa)
- 2006 – Diva: The Singles Collection (Utgiven världen över förutom Europa)
- 2008 – Symphony: Live In Vienna (Begränsad utgivning)

## Singlar
- 1978 – "I Lost My Heart to a Starship Trooper"
- 1979 – "The Adventures of a Love Crusader"
- 1979 – "Love in a UFO"
- 1981 – "My Boyfriend's Back"
- 1981 – "Not Having That!"
- 1983 – "Him"
- 1983 – "Rhythm of the Rain"
- 1984 – "Unexpected Song"
- 1986 – "All I Ask of You" (med Cliff Richard)
- 1986 – "Only You" (från Starlight Express; med Cliff Richard)
- 1987 – "Doretta's Dream" (Tema från Room With a View)
- 1990 – "Anything But Lonely"
- 1990 – "Something to Believe In"
- 1992 – "Amigos Para Siempre"
- 1993 — "Captain Nemo"
- 1993 – "The Second Element"
- 1995 – "A Question of Honour"
- 1995 – "How Can Heaven Love Me" (med Chris Thompson)
- 1995 – "Heaven Is Here"
- 1996 – "Time to Say Goodbye" (med Andrea Bocelli)
- 1997 – "Just Show Me How to Love You"
- 1997 – "Who Wants to Live Forever"
- 1997 – "Tu Quieres Volver"
- 1998 – "There for Me"
- 1998 – "Eden"
- 1999 – "Deliver Me"
- 1999 – "So Many Things"
- 1999 – "The Last Words You Said" (med Richard Marx)
- 2000 — "Scarborough Fair"
- 2001 – "A Whiter Shade of Pale"
- 2003 – "Harem"
- 2003 – "It's a Beautiful Day"
- 2003 – "What You Never Know"
- 2004 – "Free"
- 2004 – "Snow on the Sahara"
- 2007 – "I Will Be with You (Where the Lost Ones Go)" (med Chris Thompson)
- 2007 – "Running"
- 2007 – "Pasión" (med Fernando Lima)

### Gregorianmed Sarah Brightman
- 2000 - "Don't Give Up", Gregorian Masters of Chant
- 2001 - "Moment of Peace", Gregorian Masters of Chant Chapter II
- 2002 - "Join Me", Gregorian Masters of Chant Chapter III
- 2002 - "Join Me (Schill Out-Version)", Gregorian Masters of Chant Chapter III
- 2002 - "Voyage, voyage", Gregorian Masters of Chant Chapter III
- 2006 - "Heroes", Gregorian Masters of Chant Chapter V
- 2006 - "Send Me An Angel", Gregorian Masters of Chant Chapter V
- 2006 - "When A Child Is Born",  Gregorian Christmas Chants

### Schillermed Sarah Brightman
- "I've Seen It All" Schiller: Leben CD (2003), Schiller: Live CD (2004) or The Harem Tour CD (2004)
- "The Smile" (2003) Schiller: Leben CD or The Harem Tour CD (2004)

### Sash!med Sarah Brightman
- 2002 – "The Secret Still Remain or The Secret" (Sash! S4 eller The Harem Tour CD) (2004)
- 2007 – "The Secret, 2007" (nyutgivning, Sash! 10th Anniversary)

## Musikvideo
- 1997 – Sarah Brightman: In Concert
- 1998 – A Gala Christmas in Vienna
- 1999 – One Night in Eden
- 2001 – La Luna: Live in Concert
- 2002 – Classics: The Best of Sarah Brightman (Begränsad utgivning)
- 2004 – Harem: A Desert Fantasy...
- 2004 – The Harem World Tour: Live from Las Vegas
- 2006 – Diva: The Video Collection
- 2008 – Symphony: Live in Vienna (Begränsad utgivning)